# 1324
1324 (MCCCXXIV) var ett skottår som började en söndag i den julianska kalendern.

## Händelser

### Okänt datum
- Mansa Moussa genomför hajj (vallfärden till Kaba).

## Födda
- 5 mars – David II, kung av Skottland 1329–1371.

## Avlidna
- 8 januari – Marco Polo, upptäcktsresande [1].
- Helvig av Holstein, drottning av Sverige 1275–1290, gift med Magnus Ladulås (möjligen död detta år).

### Fotnoter
1. ↑  Det hände i dag